# Sladenia remiger
Sladenia remiger är en fiskart som beskrevs av Smith och Lewis Radcliffe 1912. Sladenia remiger ingår i släktet Sladenia och familjen marulksfiskar. Inga underarter finns listade i Catalogue of Life.